# Синагога (Білогірськ)
Синагога в Білогірську, в Автономній Республіці Крим в Україні, можливо, була побудована в 18 столітті.
Зруйнована під час Другої світової війни. 